# 大島紬

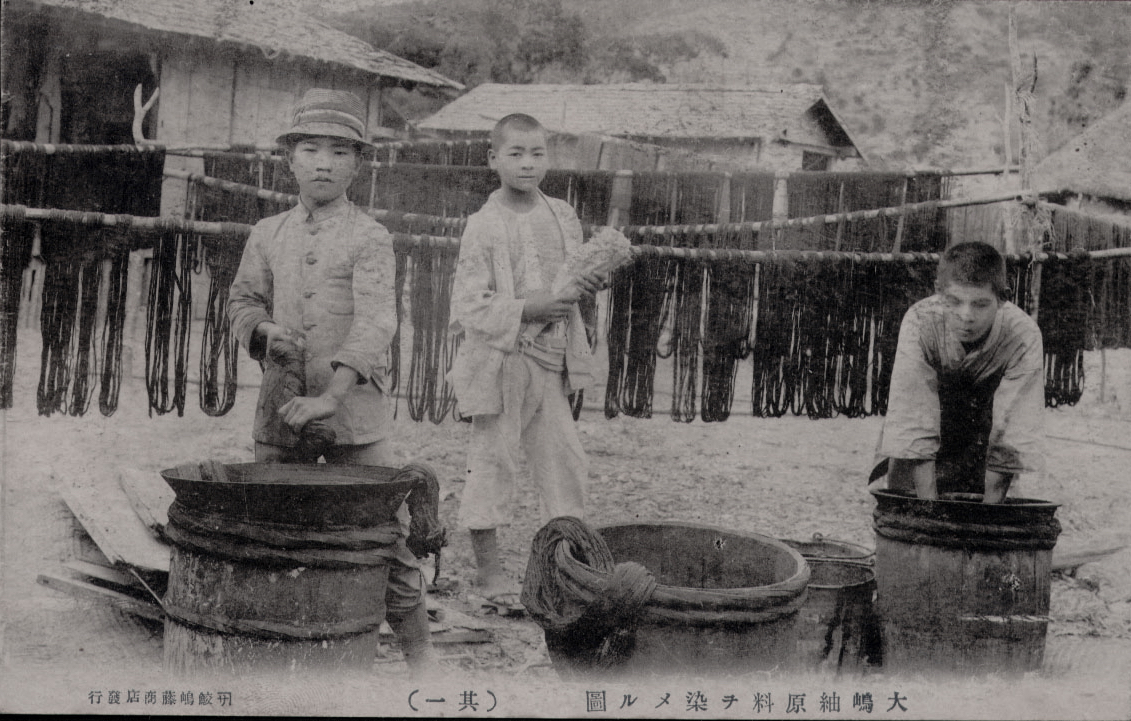
大嶋紬原料を染める図

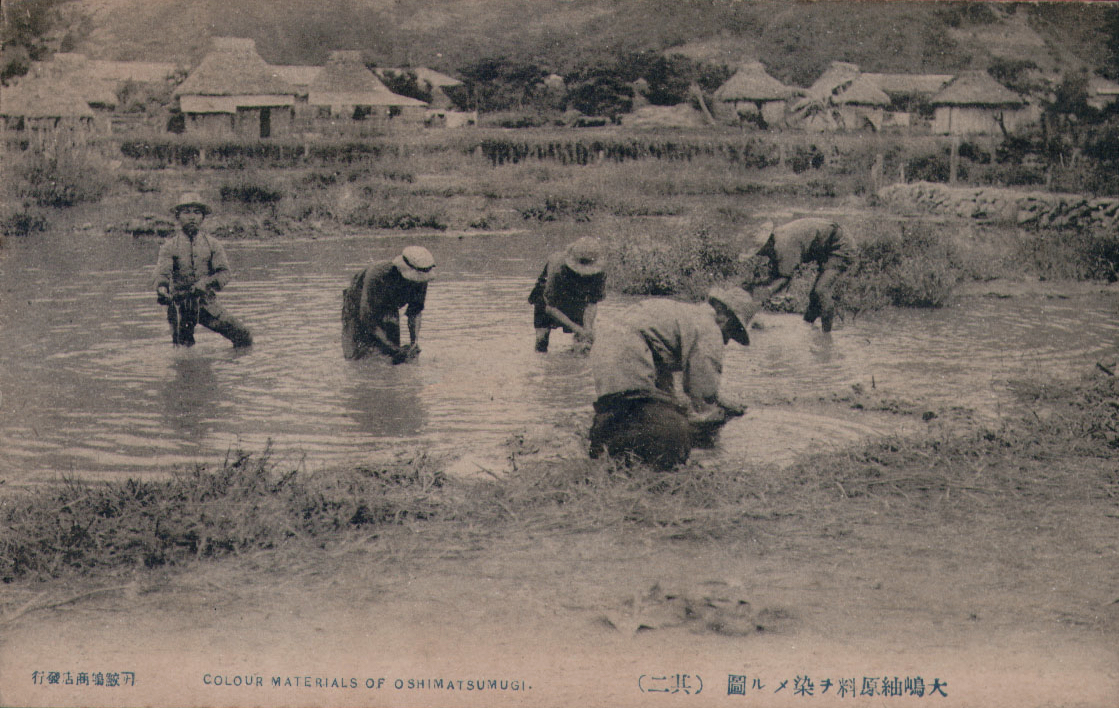
大嶋紬原料を染める図

大島紬（おおしまつむぎ）とは、鹿児島県南方にある奄美群島において、主に奄美大島で伝統工芸品としてつくられる織物。手で紡いだ絹糸を泥染めしたものを手織りした平織の絹布、若しくはその絹布で縫製した和服を指す。
通称、及び略称は「大島」。

## 概要
フランスのゴブラン織、イランのペルシャ絨毯と並び、世界三大織物に数えられる。1300年程の長い歴史を持ち、着物の女王と言われている。1975年（昭和50年）に通産省が伝統的工芸品に指定した際、「絹100％である」「先染めした糸を手織りする」等、大島紬であるための条件が明確に定義された。
しなやかで軽く、シワになりにくい上、後述する染色の工程で、糸に鉄分が染み込み着崩れや虫食いが起きにくいため、孫子の代まで長く使うことができるという特徴がある。また、独特の黒褐色を基調とした繊細な折柄の美しさも評価され、日本の絹織物のうちでも高級品として知られる。安い物でも一反30万円程度、最高級品になると数百万円する。
奄美大島以外にも鹿児島市や都城市など、様々な地域で製造されている。一方で、奄美大島には事業者でつくる「本場奄美大島紬織物協同組合」があり、奄美大島で作られた大島紬には「本場奄美大島紬」という認定マークが付けられ、その価値が高くなる。現代では「色大島」「白大島」など色調や柄の多様化が進んでいる。また、着物だけでなくコースターや小銭入れといった小物の生産も盛んになっており、以前より人々の手に取りやすい価格帯で大島紬を楽しむことができるようになっている。一方、近頃は職人の高齢化が進み、後継者不足が問題となっており、存続の危機に瀕している。

## 生産地
大島紬は、鹿児島県奄美大島の奄美市を中心とする奄美産地と、鹿児島県鹿児島市を中心とする産地に2大別される。本場大島紬は奄美大島で誕生し、発展したものだが、この技術が鹿児島本土に伝わったのは1874年（明治7年）といわれている。本場大島紬には組合が奄美と鹿児島市の2カ所あり、本場大島紬の証明として地球儀印と旗印の証紙がつけられている。
奄美市は平成18年、奄美地方の中枢都市であった名瀬市、笠利町、住用村と合併し、奄美市となった。奄美大島の中部から北部にかけて位置し、面積は島全体の約4割を占めている。広大なマングローブの森などの多様な自然環境や生物多様性が世界的に認められ、2021年（令和3年）7月26日に「奄美大島、徳之島、沖縄島北部及び西表島」として世界自然遺産への登録が決定した。また、古くから伝わる島唄や八月踊りといった島ならではの伝統文化や、各地域で保存されている史跡、建造物など、有形無形の文化財が数多く遺されており、大島紬もその一つである。奄美市には本場大島紬の生産の全工程の見学や泥染めなど各種体験できる施設として「奄美大島紬村・大島紬製造工場観光庭園」や「夢おりの郷」がある。
鹿児島市は、鹿児島県の中部に位置する。鹿児島県の県庁所在地で、中枢中核都市に指定されている。本場大島紬が本土に伝わったことをきっかけに工場等が設置され、徐々に大島紬が発展していった。戦中は鹿児島での生産はストップしたが、その後は戦中に鹿児島に疎開した奄美出身者も加わり、本場大島紬として生産を再開し、現在も鹿児島市を中心に生産されている。鹿児島市には大島紬の商品販売、レンタル、工業見学、文化体験などができる「大瀬商店」や本場大島紬の歴史、生産工程や大島紬の美術館などを見学できる「奄美の里」がある。

織りあげられた大島紬は、本場大島紬協同組合の検査員によって厳重な検査が行われ、これらに合格した製品のみが本場大島紬として認定される。そして、反物の端に朱色で「本場大島紬」の文字が織込まれ、すべての製品ごとに産地を証明するとともに、確かな品質の証である証紙が貼られる。この証紙は産地、製造方法で区別され、それぞれデザインが異なったものが使用されている。

### 地球印（鹿児島県奄美大島産）
鹿児島県奄美大島で生産された本場大島紬には地球印の証紙が貼られる。また、職人による手織りの場合には経済産業大臣指定伝統的工芸品の伝統証紙も貼られる。機械織りの場合は手織りとは異なる地球印の証紙が貼られるが、伝統証紙は貼られない。

### 旗印（鹿児島県鹿児島市産）
鹿児島県鹿児島市で生産された本場大島紬には旗印の証紙が貼られる。奄美大島産のものと同じように「手織り」「機械織り」で別々の証紙が貼られる。手織りの場合は台紙が水色の産地証紙とともに、経済産業省の伝統証紙が貼られる。機械織りの場合は台紙がピンク色の産地証紙が貼られ、伝統証紙は貼られない。また、泥染めには泥染証紙、草木染めには草木泥染証紙がそれぞれ貼られる。

### 鶴印（宮崎県都城市産）
大島紬は鹿児島県だけでなく宮崎県の都城絹織物事業協同組合でも生産されており、宮崎県産の大島紬には鶴印の証紙が貼られる。
＜大島紬の証紙一覧＞
|            | 手織り                     | 機械織り                             |
| 奄美大島産 | 地球印＋伝統証紙           | 手織りとは異なるデザインの地球印のみ |
| 鹿児島市産 | 台紙が水色の旗印＋伝統証紙 | 台紙がピンク色の旗印のみ             |
| 都城市産   | 鶴印                       | 鶴印                                 |

第二次世界大戦以前は鹿児島市産、奄美大島産ともに共通の旗印の産地証紙が使われていた。しかしながら、奄美大島は戦後の1946年から1953年までアメリカ軍政権下にあったため、日本国旗がデザインされている旗印の産地証紙の使用が禁じられた。その後、奄美大島で新たに産地証紙として地球印の証紙が採用されたことにより、現在でも鹿児島市産、奄美大島産で区別されている。

## 歴史
大島紬の発祥の歴史については諸説があり、未だに明確にはされていない。しかし、1300年前にはすでに古代染色が行われていたと伝えられている。染色は、古代染色と同じ技法で、奄美に自生するテーチ木などを使って行われていた。これが現在の大島紬の染色技法の源流と考えられている。重要工程の泥染めの歴史は古く、正倉院の書物の中にも記述がある。起源としてもいくつかの説が伝えられている。初期の大島紬は、手紬糸を用いて地機で織られ、自家用として島民が着用していた 。
現代の大島紬につながる文書記録では享保5年（1720年）、薩摩藩の指示により島役人以外の紬着用を禁じている。そのためそれ以前より生産が行われていたと考えられ、黒砂糖とともに藩の重要な財源であった。幕末の記録『南島雑話』には、「織立はつやなけれども、程久しくつや出て至つてよく、縞がらも色々あり」と記録されている。明治維新によって奄美が薩摩藩の支配から解放され、貿易や金銭流通が自由に行われるようになった1879年（明治12年）頃から、大島紬が市場で取引されるようになった。1890年（明治23年）4月に行われた第3回内国勧業博覧会への出品で高い評価を得たあと、各地の品評会・物産会への出品を続け、知名度が上がっていった。
鹿児島に紬工場の設立も進んだ。1901年（明治34年）に業者統一、進歩発展、製品検査による粗製品の防止と品質向上を目的として組合員3000人で名瀬市に鹿児島県大島紬同業組合が設立された。これが現在の本場奄美大島紬協同組合の前身である。当初は検査規定の厳しさと組合の組織率の低さから検査が徹底されていなかったが、1904年（明治37年）に織物消費税が新設されたことにより、組合による製品検査の後、税務署が税額査定を求めたため、組合に加入せざるを得なくなった。また時期を同じくして、永江伊栄温と永江当八の父子によって締め機による精巧な絣加工が確立され技術的にも進歩を遂げた。そして大島が紬と言えるのは明治初年くらいまでであり、現在では撚糸を使い紬とは言えなくなっている。名称を付けるなら「大島絣」である。それまでの大島製作法は現在の結城紬とまったく同じものであり、ただ製糸する時に使う糊が結城では小麦粉、大島では海苔（ふのり）、イギスといった海草を使う違いのみである。
生産が最盛期だった1973年（昭和48年）9月には大島紬の学校が開設され、織りの実習やデザインの指導なども行っていたほか、泥染め作業や織りの実演を披露する「大島つむぎ産地まつり」も行われていた。

## 製造工程
大島紬は、糸自体に柄を付けるために絹糸を綿糸で仮織りをし、それを染めたり加工したりして、解いて最後にまた織るため、細かく分けると50近い工程を経て作られる。分業制のため、それぞれに専門の職人がおり、職人の手から手へと織物が渡っていく中で、少しずつ完成形が浮かび上がる。全工程が手作業で、図案から製織まで、早いもので半年から1年近くかかるため、価格の大部分は長期間に渡る作業代といえる。複雑な大島紬ほど製作日数がかかる。
図案作成・糸の準備
図案用のパソコンソフトを使って柄の設計をする。この時点でどれだけの糸が必要か計算し、糸の用意をする。
しめばた
絣の模様を作る工程。最後のはたおり機よりも一回り大きな機で、図案に合わせながら木綿糸で絹糸を強く織り締める。
染色
機織機で織る要領で絹糸を木綿で挟み込み、防染（絣締め）する。ティーチギの樹皮を煮出した汁により色を染める「テーチ木染」と、鉄分の多い泥土につけて発色させる「泥染め」の二段階に大別される。テーチ木染めにより色がピンク色から、泥染めを繰り返すことで最初はグレー、次に赤茶色、最後は艶のある暖かい黒色になる。 まずテーチ木に含まれるタンニンと泥中の鉄分が反応して、大島紬ならではの黒褐色を生む。大きな釜で24～30時間程煮た汁に絹糸を入れてもみこみ、液を変えて何十回も繰り返し染める 。染まりが悪くなると、染色用の泥田に蘇鉄の葉を入れて鉄分を補い、化学的作用を強くする場合がある。
はた織り
はた織りは、平織りで織った反物の総称である。経（タテ）糸、緯（ヨコ）糸を一本ごとに交互に浮沈して織っていく。本場奄美大島紬は、糸を1本1本に柄の一部となる点を染色するために織り、点の入った糸を柄に合わせていきながら反物にするために織り上げて、反物の柄を表現する。

## 大島紬の伝統的絣模様
大島紬は、事前に計算されて生み出された、その細かな点と点を合わせて作る絣の美しさが特徴とされている。昔、奄美大島の人々は美しく広がる自然を柄のモチーフにしていたが、時代や工技術の研究・革新により、現在では古典的な幾何学模様（伝統柄）はもちろんのこと、 複雑繊細な各種の花鳥紋様、山水調などの日本の伝統的紋様にいたるまで、多種多様に渡っている。
【モチーフ（人工）】
| ツガ         | 升を表す文様。男性に使われることが多い小柄模様 の基本形として、よく使用される。 |
| ヒバ         | 板と板を繋ぐ時に使用するジョイント（接続部分）を表す文様。 |
| トネ         | 生活民具である飼料桶の形からできた文様。 |
| 勲章         | 日清・日露戦役後、軍人が身につけた勲章の形から生まれた文様。高級化が求められた大島紬に、重圧感を与える柄として、大正末期から登場した。 |
| カザモーシャ | 子供たちの玩具の文様。島の植物であるアダンの葉を材料に手作りされた風車がモチーフ。静止と回転状態それぞれから発想され、そしてさらに変化が加えられた多くの文様がある。風車柄を二つ組み合わせたものが発達して、ソテツ葉模様を生み、これが龍郷柄として定着したとされ、カザモーシャの絵図が大島紬の代名詞的存在である龍郷柄の原点とも言われている。 |
| ガギ         | 鍋を掛ける道具がモチーフとなった文様。 |
| 提灯         | 提灯の形をしたもので変形がいくつかあり、小柄の柄として活用されている。 |
| バラ         | 「バラ」とは奄美大島の方言で、竹の網かごという意味である。生活用具の竹で編んだサンバラと呼ばれるザルがモチーフ。体に黒っぽいザルの格子柄に赤や青の十文字が交差した模様を持つ。龍郷町秋名地区の「秋名バラ」が有名。 |
| ハサン       | 織の時に使用する糸切りはさみの文様。常に身近にある道具だった。 |
| 網           | 漁の道具である網から発想された文様。小柄「ツガアミ」の基本形。 |
| 車輪         | 牛舎の車輪がモチーフ。割り込み式大島紬の基本形。 |
| ヒジキ       | 製織で使用される道具の杼の文様。 |
| 銭（ゼン）   | 中央が開いている銭の形からきた文様。 |
| 絨毯         | 豪華で複雑なオリエンタルな空気を醸し出す絨毯の柄から着想が得られている。 |
| タスキ       | 締め形と十字形がある。 |

## 購入や見学
大島紬は全国各地の呉服店や通信販売などで買うことができる。奄美大島と喜界島には、購入のほか泥染めや織りを見学・体験できる工房・施設がいくつかある。奄美大島だけではなく、鹿児島県鹿児島市にある「奄美の里」でも奄美の自然や文化を堪能でき、大島紬の草木染め、織り、着付け体験ができる。
このほか大阪府池田市に「大島紬美術館」がある。
奄美大島で観光客が体験可能な工房
|          | 奄美大島・龍郷町 | 奄美大島・龍郷町 | 奄美大島・龍郷町 | 奄美大島・龍郷町 | 奄美大島・龍郷町 | 奄美大島・龍郷町 | 奄美大島・奄美市 | 奄美大島・奄美市 | 奄美大島・奄美市 |
| 工房     | 大島紬村         | 金井工芸         | 夢おりの郷       | 肥後染色         | 夢しぼり         | 愛かな工房       | 原絹織物         | 泥染公園         | あまみ〜る       |
| 泥染め   | ○                | ○                | ○                | ○                | ○                | ○                | ○                | ○                |                  |
| 藍染め   | ○                | ○                | ○                | ○                | ○                | ○                | ○                |                  |                  |
| はた織り | ○                |                  | ○                |                  |                  |                  |                  |                  | ○                |
| 着付け   | ○                |                  | ○                |                  |                  |                  |                  |                  | ○                |
| 製造見学 | ○                |                  |                  |                  |                  |                  |                  | ○                |                  |

上記で紹介した工房以外にも大島紬に関連する体験が可能な工房はある。
最近では大島紬と洋装がコラボレーションしたものや、小物も多く販売されており、着物だけではない大島紬の楽しみ方が増えている。